# Lionel de Rothschild
El barón Lionel Nathan de Rothschild (Londres, 22 de noviembre de 1808 - ibídem, 3 de junio de 1879) fue un banquero y político inglés, integrante de la prominente familia Rothschild. Fue el primer miembro judío de la Cámara de los Comunes del Reino Unido.